# Nuclear Dawn
Nuclear Dawn est un jeu vidéo mêlant stratégie en temps réel et tir à la première personne développé par InterWave Studios et édité par Iceberg Interactive, sorti en 2011 sur Windows, Mac et Linux.

## Système de jeu

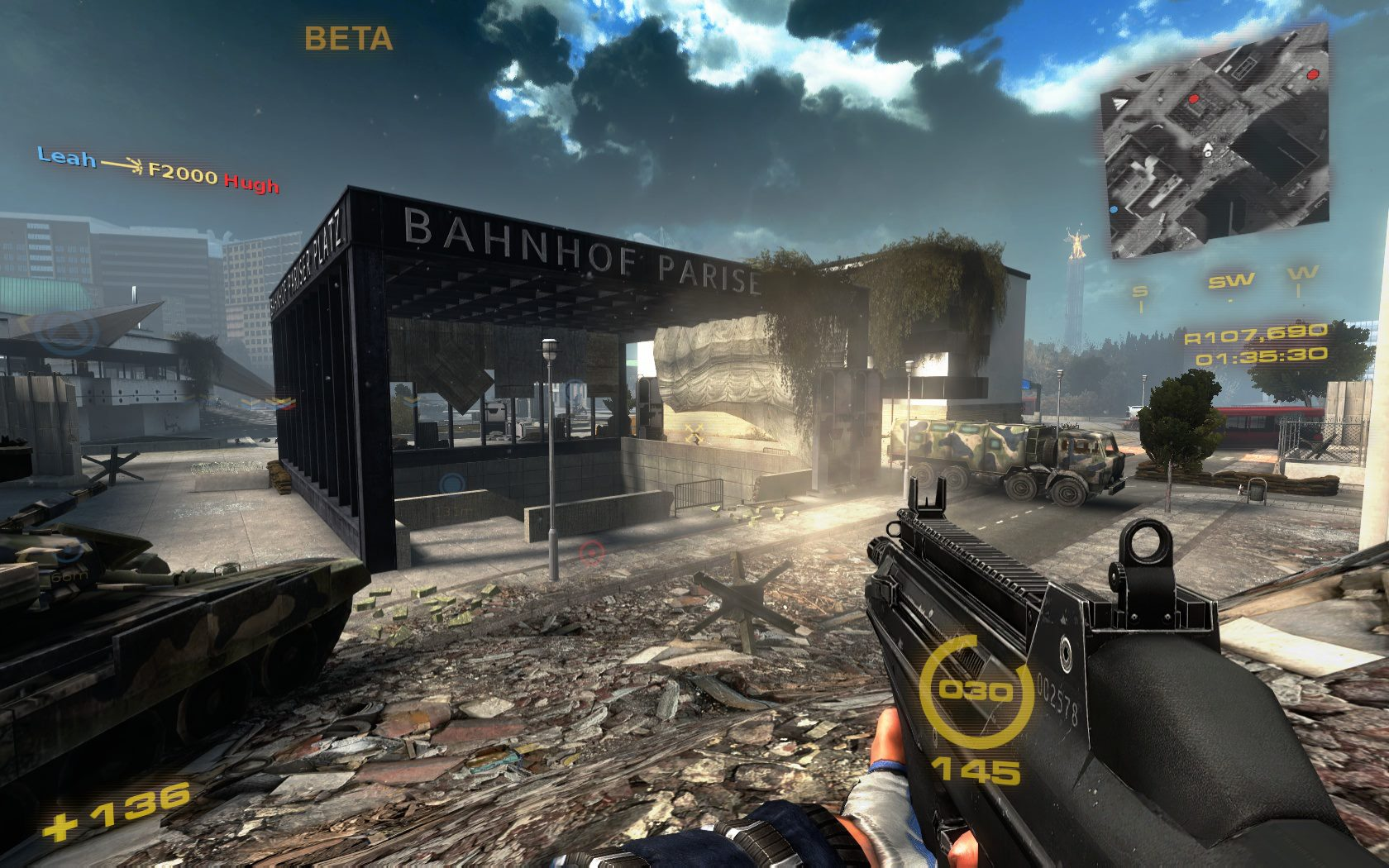
Capture d'écran d'une phase de tir à la première personne
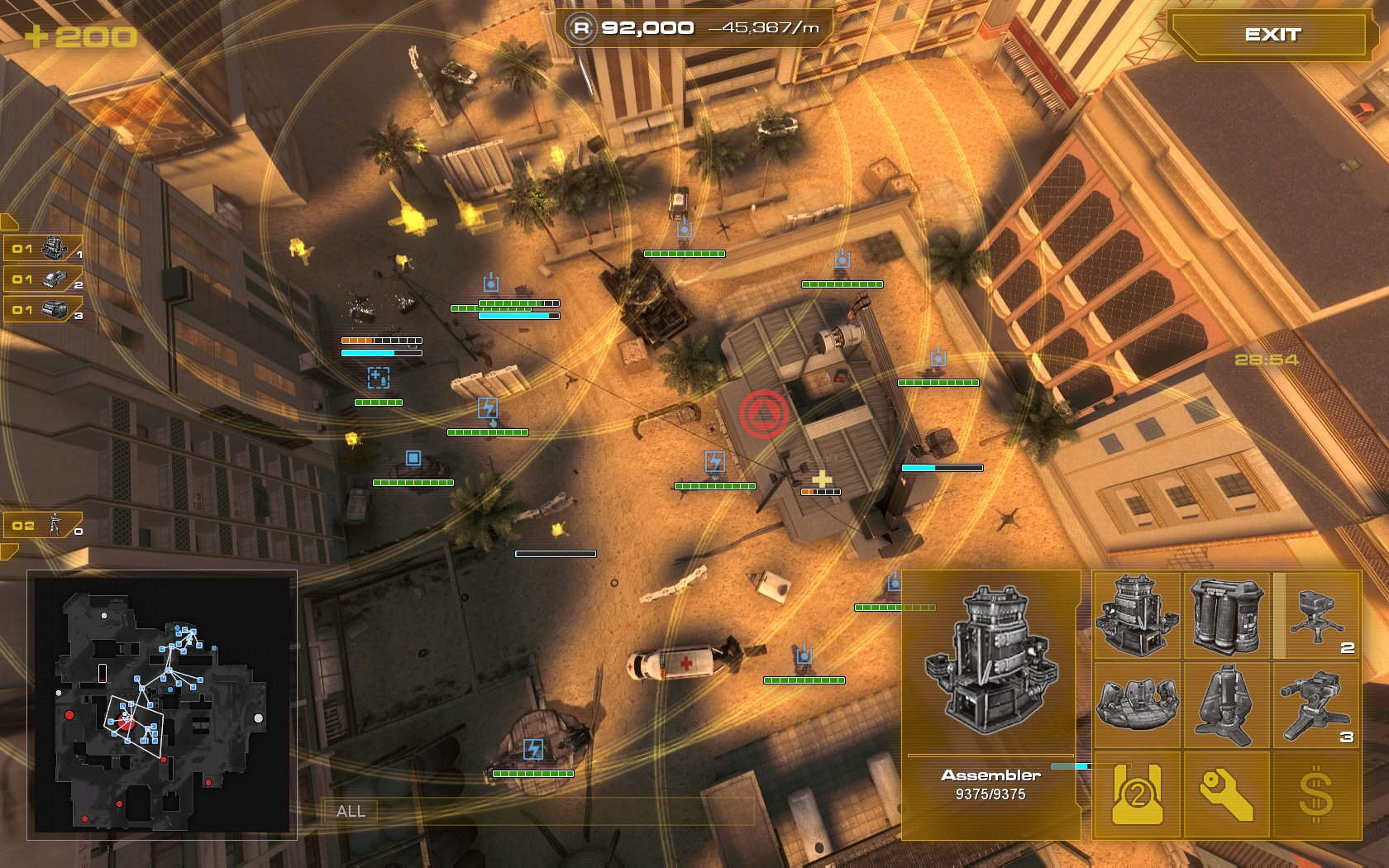
Capture d'écran d'une phase de stratégie en temps réel

## Accueil
- GameSpot : 7,5/10[1]
- PC Gamer : 83 %[2]